# Кабрера (Сантандер)
Кабрера (исп. Cabrera) — город и муниципалитет в северо-восточной части Колумбии, на территории департамента Сантандер. Входит в состав провинции Гуанента.

## История
Поселение, из которого позднее вырос город, было основано 8 ноября 1808 года.

## Географическое положение

Муниципалитет Кабрера

Город расположен в центральной части департамента, в горной местности Восточной Кордильеры, к востоку от реки Суарес, на расстоянии приблизительно 55 километров к юго-юго-западу (SSW) от города Букараманги, административного центра департамента. Абсолютная высота — 1190 метра над уровнем моря.
Муниципалитет Кабрера граничит на северо-востоке с территорией муниципалитета Баричара, на востоке — с муниципалитетом Сан-Хиль, на юго-востоке — с муниципалитетом Пинчоте, на юге — с муниципалитетом Сокорро, на юго-западе — с муниципалитетом Пальмар, на северо-западе — с муниципалитетом Галан. Площадь муниципалитета составляет 78 км².

## Население
По данным Национального административного департамента статистики Колумбии, совокупная численность населения города и муниципалитета в 2015 году составляла 2267 человек.
Динамика численности населения муниципалитета по годам:
| 2005 | 2006 | 2007 | 2008 | 2009 | 2010 | 2011 | 2012 | 2013 | 2014 | 2015 |
| ---- | ---- | ---- | ---- | ---- | ---- | ---- | ---- | ---- | ---- | ---- |
| 1924 | 1955 | 1986 | 2013 | 2046 | 2080 | 2120 | 2154 | 2189 | 2230 | 2267 |

Согласно данным переписи 2005 года мужчины составляли 51,6 % от населения Кабреры, женщины — соответственно 48,4 %. В расовом отношении всё население города составляли белые и метисы.
Уровень грамотности среди всего населения составлял 90 %.

## Экономика
Основу экономики Кабреры составляет сельское хозяйство.
64,3 % от общего числа городских и муниципальных предприятий составляют предприятия торговой сферы, 26,2 % — промышленные предприятия, 9,5 % — предприятия сферы обслуживания.